# Nikocado Avocado
Nicholas Perry (sinh ngày 19 tháng 5 năm 1992), thường được biết đến với nghệ danh Nikocado Avocado, là một nghệ sĩ vĩ cầm và là một YouTuber người Mỹ gốc Ukraina. Được biết đến qua những video mukbang của mình, anh đã thu hút được lượng người theo dõi đáng kể trên các nền tảng video trực tuyến. Tính đến tháng 12 năm 2021, Perry có hơn 5.9 triệu người đăng ký và khoảng 1.47 tỷ lượt xem trên tổng năm kênh YouTube.

## Đầu đời
Nicholas Perry sinh ra ở Kherson, Ukraina vào ngày 19 tháng 5 năm 1992 và được một gia đình ở Harrisburg, Pennsylvania nhận nuôi từ khi còn sơ sinh. Perry cho biết anh từng được điều trị trầm cảm từ năm 5 tuổi và phải uống thuốc chống trầm cảm khi lên 7, cũng như được chẩn đoán mắc chứng ADHD và OCD dù chỉ mới 13 tuổi.
Trong thời gian học đại học, Perry đã theo học chuyên ngành diễn xuất của trường và nhận được lời mời tham gia The Glee Project. Trước khi trở thành người nổi tiếng trên Internet, anh cũng từng là một người chơi vĩ cầm được đào tạo bài bản và làm việc tại The Home Depot trong khi theo đuổi sự nghiệp của một nghệ sĩ vĩ cầm tự do.

## Sự nghiệp
Perry bắt đầu đăng tải các video trên kênh YouTube của mình với tên Nikocado Avocado vào năm 2014 khi đang sống cùng bạn trai ở Colombia. Nội dung ban đầu của kênh chỉ chủ yếu xoay quanh những bản chơi lại violin từ các bản nhạc nổi tiếng và vlog về lối sống thuần chay. Vào năm 2016, anh đã đăng một video giải thích lý do tại sao rời bỏ cộng đồng thuần chay. Một thời gian sau đó, Perry chính thức tuyên bố ngừng ăn chay vì tình trạng sức khỏe mà anh cho là do chế độ ăn thuần chay như bị sâu răng, thiếu vitamin B12 và lượng đường trong máu thấp.
Từ năm 2016, Perry đã bắt đầu đăng tải nhiều video mukbang; với video đầu tiên đạt được 50.000 lượt xem chỉ trong vài tuần. Anh cũng trở thành một trong những người đàn ông Mỹ đầu tiên tham gia vào xu hướng này và xuất hiện trong một tập trên chương trình truyền hình Tosh.0 vào năm 2018. Anh nói rằng bản thân từng trải qua cơn hưng cảm vì chế độ ăn kiêng thực phẩm rác và các video của anh thường xuyên chứa sự bộc phát kịch tính, tự ghét bỏ bản thân và sự hài hước cường điệu hóa. Anh cũng thừa nhận đã tận dụng những khoảnh khắc tâm trạng của mình để tạo biểu cảm thái quá và "giật gân" nhằm thu hút người xem. Hiện bối cảnh các video của anh đều chủ yếu diễn ra trên giường cùng mặt nạ CPAP mặc dù không có lý do y tế nào để làm như vậy.
Perry từng cho biết vào năm 2019 rằng chỉ có kế hoạch tạo video mukbang "trong một vài năm nữa" vì "nó rất không lành mạnh". Nhiều vlog gần đây trên kênh cũng khiến người xem đặt câu hỏi về tình trạng sức khỏe tâm thần của anh. Vào cuối năm 2020, anh đã tạo một tài khoản trên OnlyFans để đăng tải nội dung khiêu dâm cùng với chồng của mình là Orlin Home cũng như trên Cameo và Patreon.

## Đời tư
Perry trở thành người ăn chay trường từ năm 2011 và là người ăn chay thô cho đến năm 2013. Anh chuyển đến thành phố New York cùng năm cũng như tham gia vào một nhóm những người đàn ông ăn chay trên Facebook và gặp Orlin Home, người chồng hiện tại. Hai người đã chính thức kết hôn sau đó vào tháng 4 năm 2017.
Do sự tăng cân mất kiểm soát của Perry trong vài năm trở lại, nhiều người hâm mộ và YouTuber đã lo lắng cho sức khỏe của anh. Trong một video phỏng vấn vào năm 2019 với Men's Health, anh cho biết bản thân đã bị giảm ham muốn tình dục và rối loạn cương dương do chứng ăn vô độ. Những người mắc chứng rối loạn ăn uống cũng sử dụng các video mukbang của anh như là động lực để khuyến khích việc giảm khẩu phần ăn.
Vào ngày 18 tháng 9 năm 2021, Perry thông báo anh đã bị gãy xương sườn và mô tả lại hiện trạng của bản thân trong một video có tiêu đề "I Broke My Ribs" được đăng tải lên kênh phụ More Nikocado, trong đó giải thích lý do cho việc gãy xương sườn là vì gặp phải chấn thương khi đang hắt hơi. Trước thời điểm video trên được đăng tải, anh từng được bác sĩ chẩn đoán gãy ba xương sườn bên trái. Sau đó anh tiếp tục ghi lại quá trình hồi phục của mình trong các video mukbang sau đó.

## Tranh cãi
Vào tháng 12 năm 2019, Perry đã bị mukbanger Stephanie Soo buộc tội quấy rối qua tin nhắn và chụp ảnh không xin phép trong nhà cô. Sau đó anh đã đăng tải một video kèm theo bằng chứng phản bác, trong đó công khai những bức ảnh chụp trong máy chứng minh cô hoàn toàn biết từ trước, đồng thời cũng đưa ra các tin nhắn văn bản giữa hai người, cho thấy mọi việc Soo hợp tác cùng đều được cô lên lịch trình sẵn. Zach Choi, người cũng hợp tác cùng Perry và Soo, sau đó cho biết đã thuê luật sư để giải quyết các cáo buộc mà Perry đưa ra trên phương tiện truyền thông mạng xã hội, mặc dù chưa có hành động pháp lý nào được diễn ra.
Perry sau đó đã tiết lộ vào tháng 9 năm 2021 rằng mọi chuyện hoàn toàn được dàn dựng để có lợi cho cả sự nghiệp của anh và Soo. Trong một cuộc phỏng vấn với MEL Magazine, Perry nói rằng "Cả hai chúng tôi đều biết rằng đây sẽ là điều tốt nhất cho sự nghiệp của mình. [Chúng tôi] đã đưa tên tuổi của mình vươn xa hơn chúng tôi nghĩ có thể."